# Streckbackfly
Streckbackfly, Agrochola lychnidis, är en fjärilsart som beskrevs av Michael Denis och Schiffermüller 1775. Ockrabrunt backfly ingår i släktet Agrochola och familjen nattflyn, Noctuidae. Arten är reproducerande i Sverige medan den i Finland ses som en sällsynt migrant och är klassad som tillfällig. Den svenska populationen är i den svensk rödlistan bedömd som nära hotad, NT. En underart finns listad i Catalogue of Life, Agrochola lychnidis aequalis Hacker & Stengel,  [1997]

## Kännetecken
Arten har ett vingspann på mellan 34 och 44 millimeter. Framvingarnas grundfärg med varierar mycket i främst olika bruna men även grå nyanser. Vingarnas teckning är svart eller åtminstone mörk med karakteristisk smal mörk njurfläck som ofta är böjd, mörk, smal, sned och utdragen oval. I regel finns en stor mörk fläck vid framkanten.

## Utbredning
Streckbackfly finns i en stor del av Europa. Fram till 1970-talet var det en relativt vanlig art även i södra Sverige, men efter ogynnsamt väder våren och sommaren 1987 har man ansett arten vara nationellt utdöd. 2010 upptäcktes att den har återetablerat sig med en relativt stor population i sydöstra Skåne. Arten har sedan dess expanderat till fler områden i Skåne.

## Levnadssätt
Larven är polyfag och lever på ett stort antal örter och träd, bland annat sälg, plommon och körsbär.